# Greta Thunberg

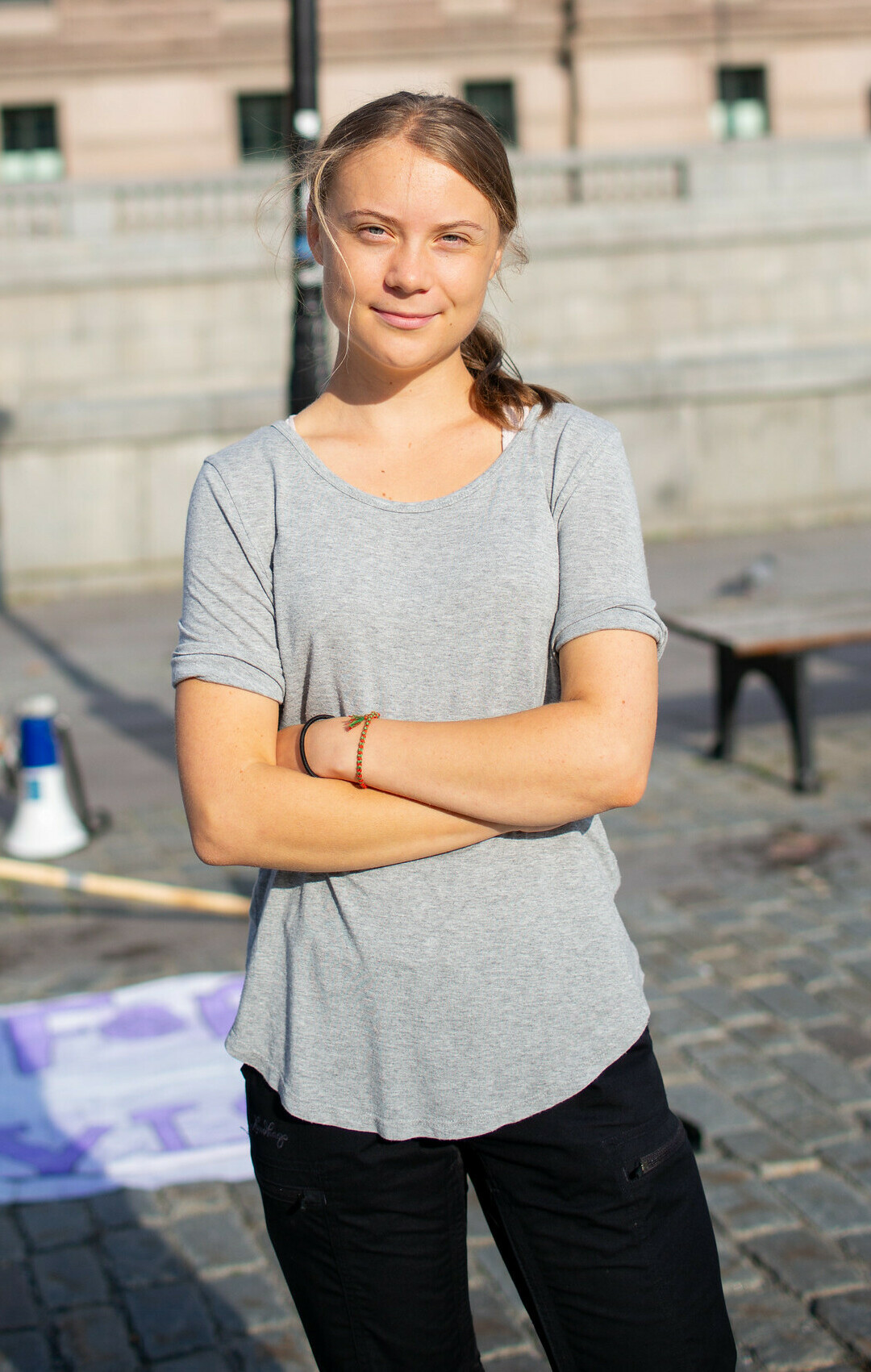
Greta Thunberg (2023)

Greta Tintin Eleonora Ernman Thunberg [ˈɡreːˌta ˈtʉːnˌbærj] anhörenⓘ (* 3. Januar 2003 in Stockholm) ist eine schwedische Klimaschutzaktivistin. Ihr Einsatz für eine an den Erkenntnissen der Wissenschaft orientierte, konsequente Klimapolitik findet weltweit Beachtung. Die von ihr initiierten „Schulstreiks für das Klima“ sind zur globalen Bewegung Fridays for Future (FFF) angewachsen. Mit Schulstreiks wollte sie erreichen, dass Schweden das Klima-Übereinkommen von Paris einhält. Als Repräsentantin der internationalen Klimaschutzbewegung wurde sie 2019 mit dem Right Livelihood Award ausgezeichnet und vom US-Magazin Time als bislang jüngste Person zur Person of the Year gewählt. Seit Beginn des Krieges in Israel und Gaza 2023 engagiert sich Thunberg als pro-palästinensische Aktivistin und vertrat dabei auch Positionen, die als antisemitisch kritisiert wurden.

## Leben
Greta Thunberg ist die ältere von zwei Töchtern der Opernsängerin Malena Ernman und des Schauspielers Svante Thunberg. Zu ihren Großeltern zählen die Schauspieler Olof Thunberg (1925–2020) und Mona Andersson (* 1936). Vom Klimawandel erfuhr sie zum ersten Mal mit acht Jahren in der Schule; danach begann sie, immer mehr darüber zu lesen. Sie entwickelte Depressionen; mit 12 Jahren wurde bei ihr Asperger-Autismus diagnostiziert. Ihr anschließendes Klima-Engagement half ihr, Essstörungen und Depression zu überwinden. Sie begann zunächst, zur Energieeinsparung die Beleuchtung im Haus auszuschalten. Später entschied sie sich, nicht mehr zu fliegen und sich vegan zu ernähren, und überzeugte auch ihre Familie davon.
Im Mai 2018 wurde die damals fünfzehnjährige Thunberg Preisträgerin eines Schreibwettbewerbs zur Umweltpolitik, der vom Svenska Dagbladet initiiert worden war. Durch die Veröffentlichung ihres Beitrags entstanden gemäß Angaben Thunbergs Kontakte zu verschiedenen Personen, die sie zu ihrem Engagement inspirierten. Kurz darauf begann sie, sich auch in der Öffentlichkeit aktiv für den Klimaschutz einzusetzen. Gegenüber dem New Yorker erklärte sie (übersetzt): „Ich sehe die Welt etwas anders, aus einer anderen Perspektive. Ich habe ein Spezialinteresse. Es ist sehr verbreitet, dass Menschen im Autismus-Spektrum ein Spezialinteresse haben.“ Mit Schulstreiks wollte sie erreichen, dass Schweden das Klima-Übereinkommen von Paris einhält. Gegenüber dem ZDF ergänzte sie: „Und ich mag es nicht, wenn Menschen das eine sagen und das andere machen.“ Gemeinsam mit ihrem Vater und ihrer jüngeren Schwester Beata wirkte sie am 2018 erschienenen Buch Scener ur hjärtat (deutsch „Szenen aus dem Herzen“) ihrer Mutter mit.
Im Schuljahr 2018/2019 war Thunberg im Abschlussjahrgang der 9-jährigen Grundschule, die sie trotz ihres Schulstreiks mit hervorragenden Noten abschloss. Am 31. Mai 2019 kündigte sie am Rande einer Demonstration in Wien an, nach dem Abschluss zunächst ein Jahr die Schule auszusetzen (Gap Year), da sie Klimaaktivismus und Schulbesuch nicht vereinbaren könne. Eine Schulpflicht galt für sie nicht mehr, diese endet in Schweden nach neun Jahren. Im August 2020 nahm Greta Thunberg den Schulbesuch im kommunalen, auf Nachhaltigkeit orientierten Stockholmer Gymnasium Globala gymnasiet wieder auf.
Im Herbst 2021 verließ sie ihr Elternhaus und bezog eine eigene Wohnung in Stockholm. Mit Abschluss ihrer Schullaufbahn im Juni 2023 erklärte sie ihren persönlichen „Schulstreik“ für beendet, kündigte jedoch gleichzeitig an, weiterhin freitags für Klimaschutz zu demonstrieren.

## Positionen
Thunberg vertritt die Meinung, dass die Politik viel zu wenig für Klimaschutz tue und damit unverantwortlich handle, insbesondere gegenüber jungen Menschen. Sie fordert eine erhebliche Intensivierung der Klimaschutzbemühungen weltweit und will so lange weiterstreiken, bis ihr Heimatland Schweden die Treibhausgasemissionen um 15 % pro Jahr reduziert. Hierbei argumentiert sie, Schweden als reiches Land habe die Verpflichtung, die Emissionen schneller zu senken als andere Staaten. Thunberg beklagt, dass die Biosphäre geopfert werde, damit reiche Menschen in Ländern wie Schweden in Luxus leben können. Sie verweist auf globale Ungerechtigkeit und das durch den Menschen verursachte Artensterben. Sie fordert, dass Staaten wie Schweden und das Vereinigte Königreich als erste ihre Emissionen aus Verbrennung fossiler Energieträger um jährlich 15 % senken sollen. Um globale Gerechtigkeit gemäß dem Pariser Klimaabkommen anzustreben, sollten reiche Länder ihre Emissionen innerhalb von sechs bis zwölf Jahren auf null reduzieren und so Ländern wie Indien und Nigeria den Aufbau von Infrastruktur ermöglichen. Die Menschen sollten durch zivilen Ungehorsam einen Systemwechsel erwirken, so dass kein Öl mehr gefördert werde.
Mit Verweis auf die seit 1995 jährlich stattfindenden Klimakonferenzen und die trotzdem steigenden Treibhausgasemissionen sieht sie Politikversagen. Unter anderem sprach sie auf der UN-Klimakonferenz in Katowice 2018 und betonte die Schwere der Klimakrise, die noch nicht verstanden sei: Politiker verhielten sich unverantwortlich und wie kleine Kinder, daher sei es nun an der jungen Generation, ihre Zukunft selbst in die eigenen Hände zu nehmen und das zu tun, was die Politik schon lange hätte tun müssen. Es sei die Aufgabe der Jugend, zu verstehen, was ihr die ältere Generation mit dem Klimawandel angetan habe, und das Chaos aufzuräumen, mit dem ihre Generation leben müsse. Daher müssten junge Menschen nun selbst dafür sorgen, dass ihre Stimmen gehört würden. Hingegen werde sie die Spitzenpolitiker nicht weiter anflehen, sich um die Zukunft der jungen Generation zu kümmern. Vielmehr werde sie ihnen klarmachen, dass es zu Änderungen komme, ob sie wollten oder nicht. Ihr eigener Protest, der rasch Nachahmung in aller Welt gefunden habe, zeige, dass niemand zu unbedeutend sei, um etwas zu bewegen.

“What I hope we achieve at this conference is that we realise that we are facing an existential threat. This is the biggest crisis humanity has ever faced. First we have to realise this and then as fast as possible do something to stop the emissions and try to save what we can save.”

„Was ich auf dieser Konferenz zu erreichen hoffe, ist die Erkenntnis, dass wir einer existenziellen Bedrohung ausgesetzt sind. Dies ist die größte Krise, in der sich die Menschheit je befunden hat. Zuerst müssen wir dies erkennen und dann so schnell wie möglich etwas tun, um die Emissionen aufzuhalten, und versuchen, das zu retten, was wir noch retten können.“

Ihre Klimaschutzaktionen sieht sie als wichtiger an als in die Schule zu gehen. An andere Schüler gerichtet sagte sie, sie müssten nicht streiken, jeder solle selbst für sich entscheiden. Allerdings frage sie sich, welchen Sinn es habe, in der Schule für eine Zukunft zu lernen, die es schon bald nicht mehr geben könnte. Daher sei der Streik für sie wichtiger als die Schule. Den versäumten Lernstoff hole sie außerhalb des Unterrichts nach.

“Some people say that I should study to become a climate scientist so that I can ‘solve the climate crisis’. But the climate crisis has already been solved. We already have all the facts and solutions. All we have to do is to wake up and change.”

„Einige Leute sagen, dass ich studieren sollte, um Klimawissenschaftlerin zu werden, damit ich ‚die Klimakrise lösen‘ kann. Aber die Klimakrise ist bereits gelöst. Wir haben bereits alle Fakten und Lösungen. Alles, was wir tun müssen, ist, aufzuwachen und uns zu verändern.“

Als Begründung für ihren Schulstreik, bei dem sie die Schulpflicht vernachlässigt, nannte sie die Zukunftsvergessenheit der Erwachsenen.

„Wir Kinder tun oft nicht das, was ihr Erwachsenen von uns verlangt. Aber wir ahmen euch nach. Und weil ihr Erwachsenen euch nicht für meine Zukunft interessiert, werde ich eure Regeln nicht beachten.“

Auf einem Flyer beschreibt sie ihr Selbstverständnis und die Motive ihres Handelns pointierter:

„Wir Kinder tun normalerweise nicht das, was Erwachsene uns sagen. Wir tun es ihnen nach. Und nachdem ihr auf meine Zukunft scheißt, scheiße ich auch darauf.“

Aus Flugscham und somit zur Vermeidung der CO2-Emissionen von Flugreisen reist Greta Thunberg auch zu weit entfernten Veranstaltungen mit dem Zug oder im Elektroauto. Sie zog 2018 ihre Teilnahme als Finalistin für den Kinder- und Jugendklimapreis des Energieversorgungsunternehmens Telge Energi zurück, da die anderen Finalisten und ihre Begleiter mit dem Flugzeug nach Stockholm fliegen sollten, aber die Generation der Erwachsenen bereits das CO2-Budget aufgebraucht habe.
Nachdem am 15. März 2019 in verschiedenen Städten laut Veranstaltern weltweit über 1,4 Millionen Schüler demonstriert hatten, appellierte Thunberg, zur Lösung der Klimakrise das Gesamtbild zu betrachten und sich von der besten verfügbaren Wissenschaft leiten zu lassen.
Thunberg schrieb im März 2019 auf Facebook, dass Kernenergie ein kleiner Teil einer neuen kohlenstofffreien Energielösung sein könne, dass sie Kernenergie jedoch für „extrem gefährlich, teuer und zeitaufwendig“ halte. Nach zahlreichen Reaktionen und von ihr empfundener „Rosinenpickerei“ ihrer Aussage durch Medien und Bürger präzisierte sie, dass der erste Teil des Satzes die Einschätzung des Weltklimarats (IPCC) wiedergebe und sie persönlich gegen Atomkraft sei.
In einem am 2. Februar 2019 veröffentlichten Interview mit Spiegel Online antwortete Greta Thunberg auf die Frage „Ist die Demokratie Ihrer Ansicht noch das richtige System, um die Krise abzuwenden? Oder wollen Sie eine Art Ökodiktatur?“ mit den Worten: „Unsere Demokratie ist alles, was wir haben. Wir dürfen sie nicht opfern. Und gerade darum müssen wir jetzt handeln: innerhalb unseres demokratischen Systems.“
In der Ellen DeGeneres Show sagte sie am 1. November 2019, ein Treffen mit US-Präsident Trump wäre Zeitverschwendung, weil sie ihm nichts sagen könne, was er nicht schon gehört habe. Von Ellen DeGeneres zu ihrem Autismus befragt bekräftigte sie, dass sie die Diagnose als Geschenk ansehe: „In einer Krise wie dieser brauchen wir Leute, die anders denken können.“ Befragt, was sie selbst tue, nannte sie vier Punkte: Sie habe aufgehört zu fliegen, sie lebe vegan, habe sich einen „Shop Stop“ auferlegt, kaufe also nur noch das Nötigste, und sie übe auf Leute in Machtpositionen Druck aus.

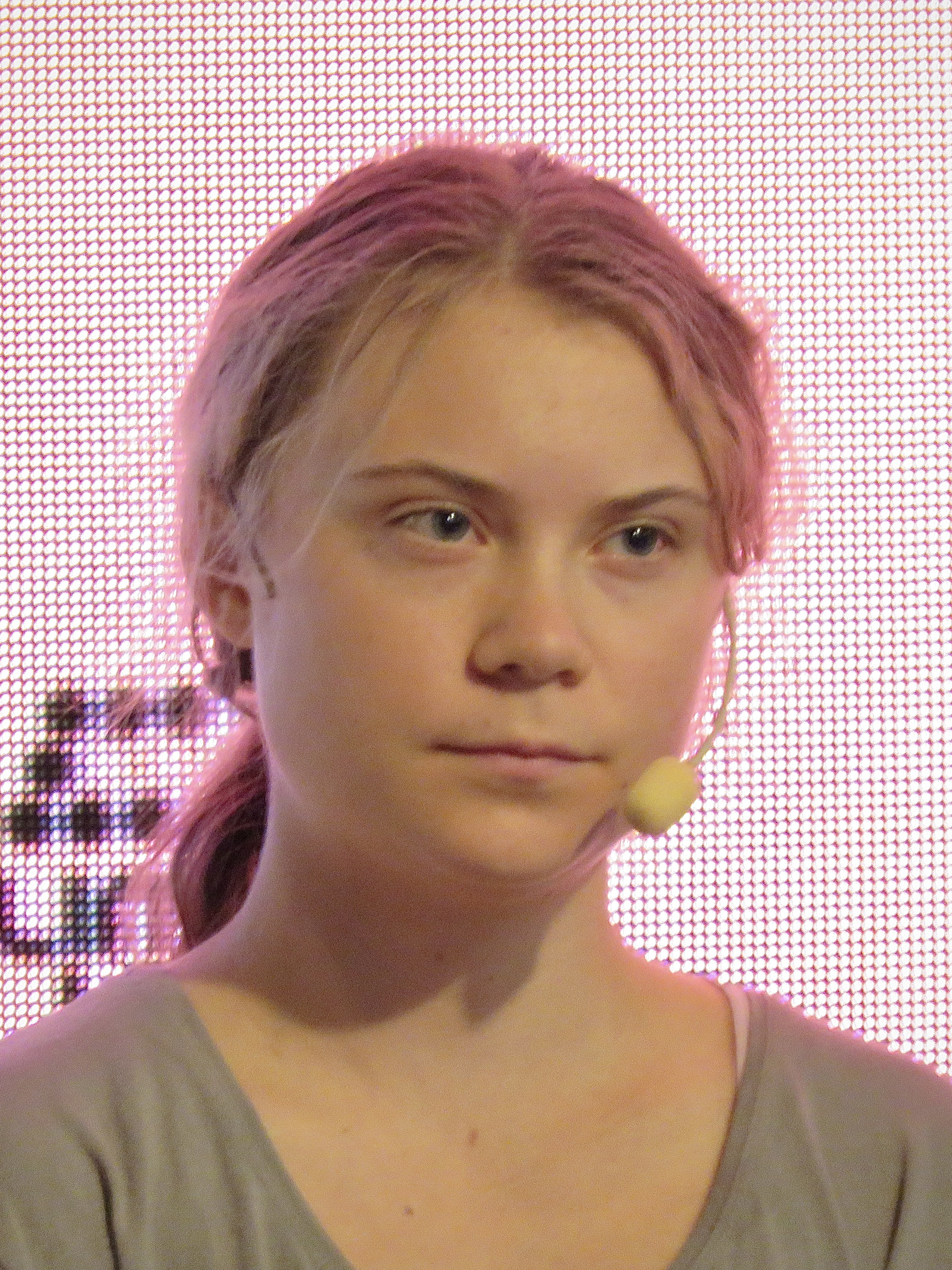
Thunberg in Göteborg (September 2022)

Im Zuge der Energiekrise nach dem russischen Überfall auf die Ukraine sprach sich Thunberg im Oktober 2022 in einem Interview mit der Journalistin Sandra Maischberger für den Weiterbetrieb der deutschen Atomkraftwerke aus. Sie hielte es für falsch, die noch aktiven AKW in Deutschland abzuschalten und stattdessen verstärkt auf Kohlekraft zu setzen. „Wenn sie schon laufen, glaube ich, dass es ein Fehler wäre, sie abzuschalten und sich der Kohle zuzuwenden“, sagte die Gründerin der Bewegung Fridays for Future wörtlich.

## Wirken

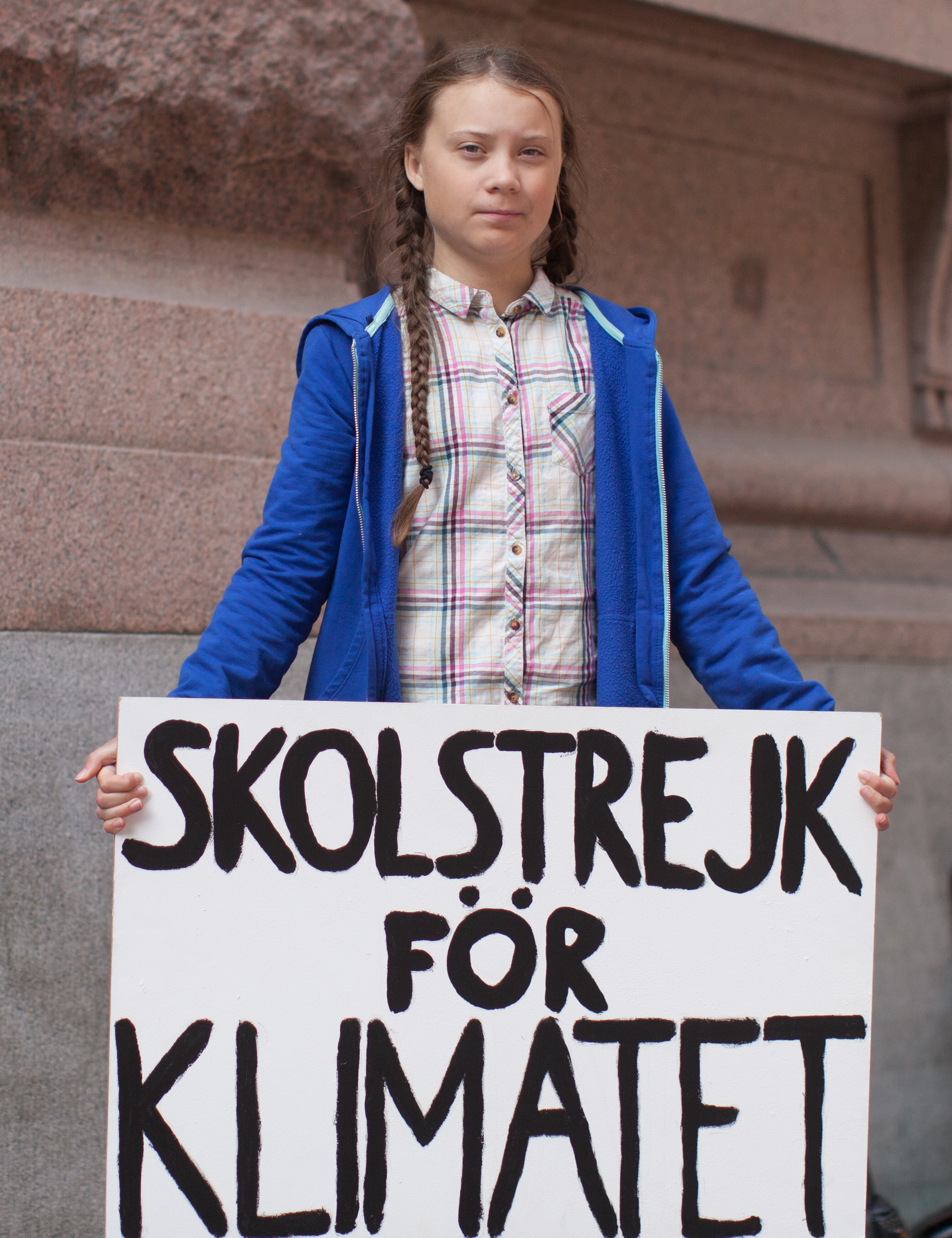
Thunberg vor dem schwedischen Parlamentsgebäude in Stockholm im August 2018

### Klimastreikbewegung
Thunbergs Klimaaktivismus begann während der Dürre- und Hitzewelle 2018, die weite Teile Europas erfasst hatte, und drei Wochen vor der Wahl zum Schwedischen Reichstag. Am 20. August 2018, dem ersten Schultag nach den Ferien, platzierte sie sich mit einem Schild mit der Aufschrift „Skolstrejk för klimatet“ („Schulstreik für das Klima“) vor dem Schwedischen Reichstag in Stockholm. Zunächst agierte sie allein. Am ersten Tag berichteten mehrere schwedische Medien über Thunberg, so unter anderem das schwedische Boulevardblatt Aftonbladet auf seiner Internetseite und die Zeitung Expressen. Am nächsten Tag war Thunberg auf der Titelseite der Stockholmer Regionalausgabe von Dagens Nyheter abgebildet. Thunberg berichtete von ihrer Aktion auf ihrem Twitter-Konto, das allerdings laut einer Auswertung des Onlineportals Faktenfinder der ARD-Tagesschau damals sehr selten genutzt wurde und nur eine geringe Verbreitung erfuhr. In Deutschland veröffentlichte am 27. August Die Tageszeitung einen ersten Bericht. Sowohl ihre Eltern als auch ihre Lehrer kritisierten laut der Berichte ihren Streik, unterbanden ihn aber nicht.  Sie führte diesen Schulstreik bis zur Wahl zum Schwedischen Reichstag am 9. September 2018 täglich durch und nach der Reichstagswahl nur noch einmal pro Woche am Freitag.
Ihre Fähigkeit, Menschenmengen zu begeistern (darunter nicht nur Jugendliche und junge Erwachsene), zeigte sie bei einem Auftritt bei Extinction Rebellion in London am 31. Oktober 2018.
Als Klimastreikerin fand Greta Thunberg ab November 2018 Nachahmer, zunächst in Schweden, wo sich bald Schülerinnen und Schüler vor den Rathäusern von rund hundert schwedischen Kommunen ihrem Protest anschlossen. Es folgten gleichartige Aktionen unter anderem in Australien, Belgien, Frankreich, Finnland und Dänemark. Die Jugendlichen, bei denen die Botschaft Thunbergs, sich die Zukunft nicht stehlen zu lassen, Anklang fand und findet, organisieren sich unter dem Hashtag #FridaysForFuture.
In Australien streikten am 30. November 2018 mehr als 10.000 Schüler gegen den Klimawandel. An diesem Tag waren es allein in Belgien mehr als 1.000 Schüler, die gegen den Klimawandel streikten. Premierminister Scott Morrison kommentierte die Entwicklung in seinem Land mit den Worten: „Wir wollen mehr Lernen und weniger Aktivismus in der Schule.“ Die Kinder sollten zur Schule gehen. Thunberg erwiderte via Twitter: „Tut uns leid, Mr Morrison. Können wir nicht erfüllen.“ Ähnlich wie ihr australischer Amtskollege argumentierte im Februar 2019 auch die damalige britische Premierministerin Theresa May. Bis Anfang Dezember 2018 hatten sich dem Aufruf weltweit mehr als 20.000 Schüler in rund 270 Städten angeschlossen. Auch in Deutschland bestreikten Schüler in verschiedenen Städten den Unterricht.
Thunberg, mittlerweile zu einem Idol der Klimaschutzbewegung geworden, trat in den folgenden Monaten bei Protestveranstaltungen in verschiedenen europäischen Ländern auf.
Am Rande der Münchener Sicherheitskonferenz deutete die deutsche Bundeskanzlerin Angela Merkel an, dass es einen Zusammenhang zwischen den anschwellenden Schülerprotesten in Deutschland und der „hybride[n] Kriegsführung“ [Russlands] gebe. Einen Anlass dafür, „dass plötzlich alle deutschen Kinder – nach Jahren ohne sozusagen jeden äußeren Einfluss – auf die Idee kommen, dass man diesen Protest machen muss“, könne sie nicht erkennen. Diese Lesart dementierte Regierungssprecher Steffen Seibert kurz darauf auf Twitter. Greta Thunberg interpretierte Merkels Äußerung als unglückliche Formulierung. Problematisch sei allerdings das Muster, dass im Zusammenhang mit den Schulstreiks alle möglichen Themen erörtert werden, jedoch nicht der Klimawandel, der schließlich der Anlass dafür sei. Der These, dass es für die Schülerstreiks keinen „äußeren Einfluss“ gegeben habe, widersprach Thunberg und verwies darauf, dass die Führungselite der Welt seit Jahrzehnten über die existenzielle Bedeutung der Klimakrise informiert gewesen und im Grunde untätig geblieben sei.
Am 22. April 2019 verschärfte Greta Thunberg in London ihre Kritik an den Politikern und anderen Mächtigen: „Viel zu lange standen die Politiker und die Leute an der Macht im Weg, ohne irgendetwas zu tun, um gegen die Klimakrise und die ökologische Krise zu kämpfen. […] Aber wir werden sicherstellen, dass sie nicht länger damit davonkommen.“

### UN-Klimakonferenz in Katowice 2018
Im Dezember 2018 reiste sie zusammen mit ihrem Vater in einem Elektroauto zur UN-Klimakonferenz in Katowice nach Polen. Dort traf sie sich mit dem UN-Generalsekretär António Guterres. Sie richtete einen Appell an ihn und hielt später eine Rede im Plenarsaal des Gipfels. Diese Rede wurde anschließend im Internet viral geteilt. Infolgedessen wurde Thunberg unter anderem von Leugnern des Klimawandels und rechten Politikern kritisiert, angefeindet oder als „ideologisch verblendet“ diffamiert.

### Weltwirtschaftsforum Davos 2019
Vom 23. bis 25. Januar 2019 nahm Greta Thunberg am 49. Jahrestreffen des Weltwirtschaftsforums teil. Sie brach einen Tag vorher von Schweden aus in Richtung Davos auf. Um die hohe CO2-Emission einer Flugreise zu vermeiden, fuhr sie mit der Bahn.
In Davos traf sie prominente Forumsteilnehmer wie Christine Lagarde (IWF), den Musiker Bono und die Verhaltensforscherin Jane Goodall. Die Session Preparing for Climate Disruption, an der Greta Thunberg teilnehmen konnte, fand am Freitagvormittag statt, als schon viele einflussreiche Teilnehmer abgereist waren; zudem wurde nur hinter verschlossenen Türen in einem Saal mit 58 Plätzen diskutiert. In der anschließenden Fragerunde stellte Greta Thunberg fest, dass sie die Vertreter der Öl- und Gasindustrie, denen sie gerne persönlich ihre „Verbrechen gegen die Menschheit“ erklärt hätte, nicht mehr auf der Tagung vorgefunden habe. Ihr Auftritt hatte insbesondere auf Twitter diskreditierende Kommentare hauptsächlich von Männern des rechten Spektrums zur Folge. Diese zielten oftmals auf ihr Alter, ihr Geschlecht und ihren Autismus ab. Damit werde versucht, Thunberg als „Person und Individuum abzuwerten“, um eine Auseinandersetzung auf Augenhöhe mit ihren Argumenten zu verhindern. Eine inhaltliche Kritik an Thunbergs Positionen fand in solchen Kommentaren überwiegend nicht statt.

### Europäische Union

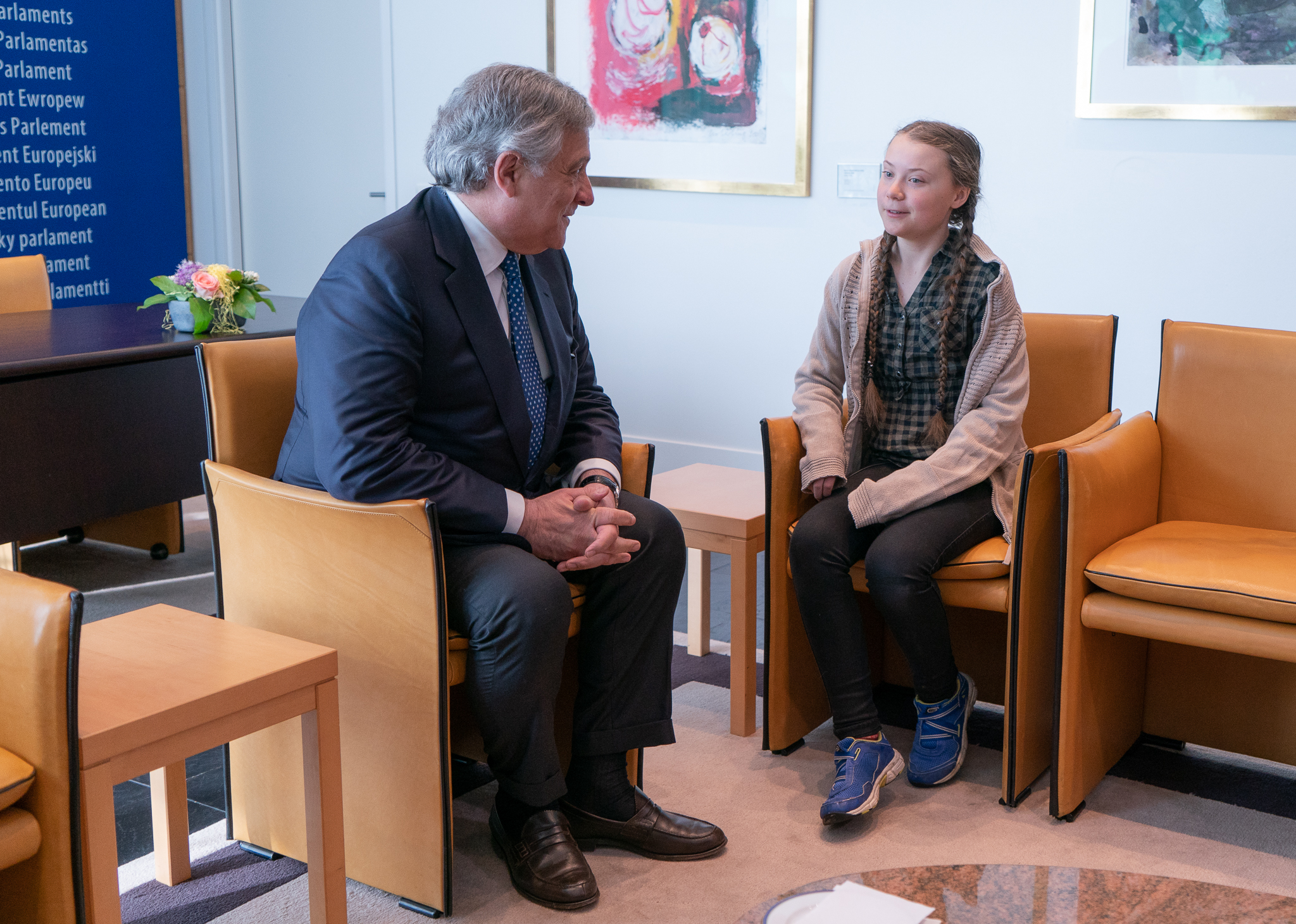
Greta Thunberg spricht mit dem Präsidenten des Europäischen Parlaments, Antonio Tajani, 2019

Am 21. Februar 2019 sprach Thunberg vor dem Europäischen Wirtschafts- und Sozialausschuss in Brüssel. Sie forderte, dass die EU den CO2-Ausstoß bis 2030 um mindestens 80 Prozent senkt. Dabei dürften auch die Bereiche Luftfahrt und Schifffahrt nicht ausgespart werden. Sie bezog sich auf die Warnungen des Weltklimarates IPCC, nach dessen jetzigen Erkenntnissen die Temperaturen um drei bis vier Grad ansteigen könnten.
Jean-Claude Juncker, Präsident der Europäischen Kommission, begrüßte Greta Thunberg in Brüssel. Ohne Thunberg namentlich zu nennen, sagte er, er habe selbst als junger Mensch immer nur in seiner Freizeit demonstriert.
Am 16. April 2019 sprach Thunberg vor dem Umweltausschuss. Sie forderte die Abgeordneten auf, „in Panik über den Klimawandel zu geraten“ und keine Zeit mehr „mit Diskussionen über den Brexit zu verschwenden“.

### Atlantiküberquerung in Ost-West-Richtung

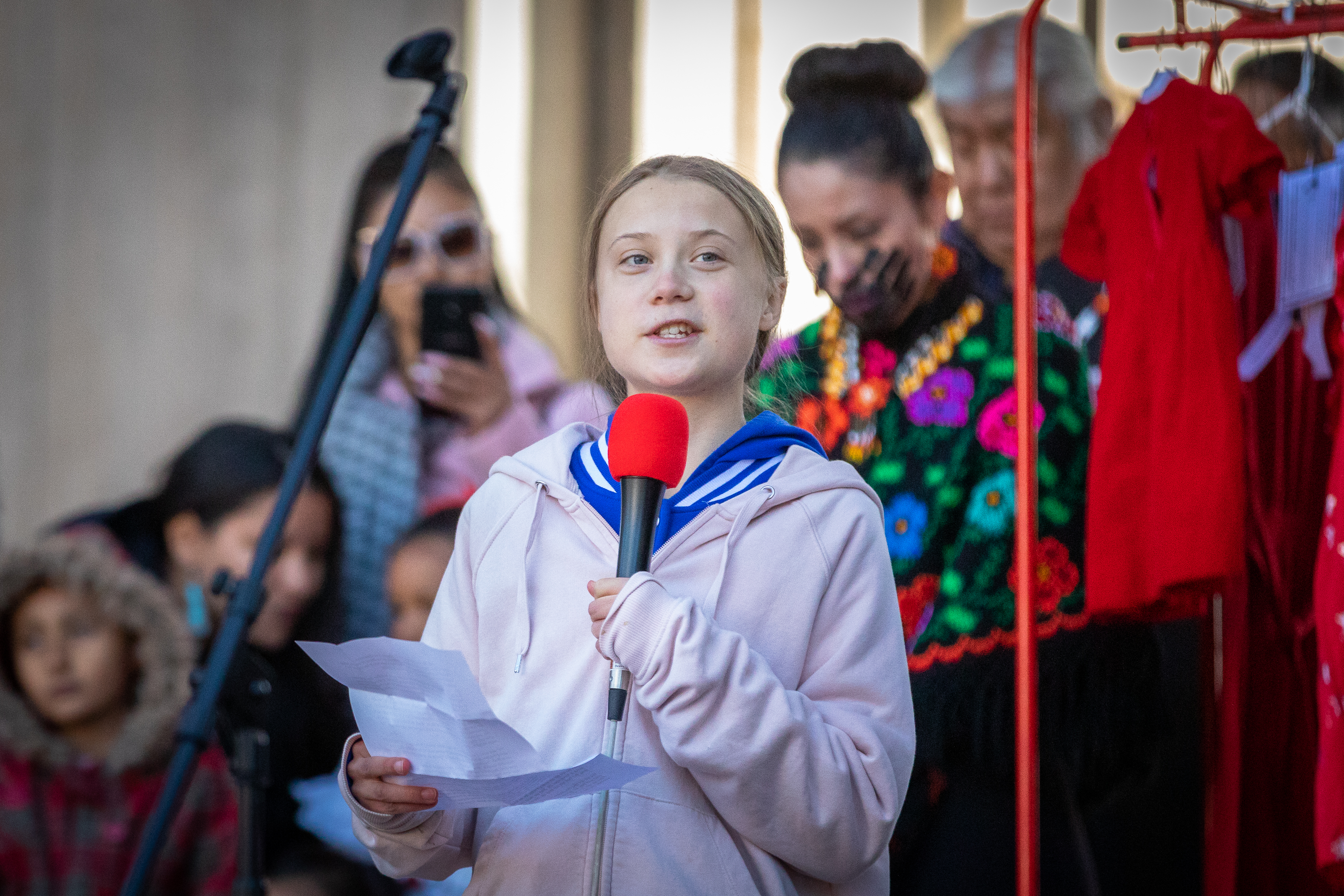
Thunberg bei einer Demonstration für mehr Klimaschutz in Denver im Oktober 2019

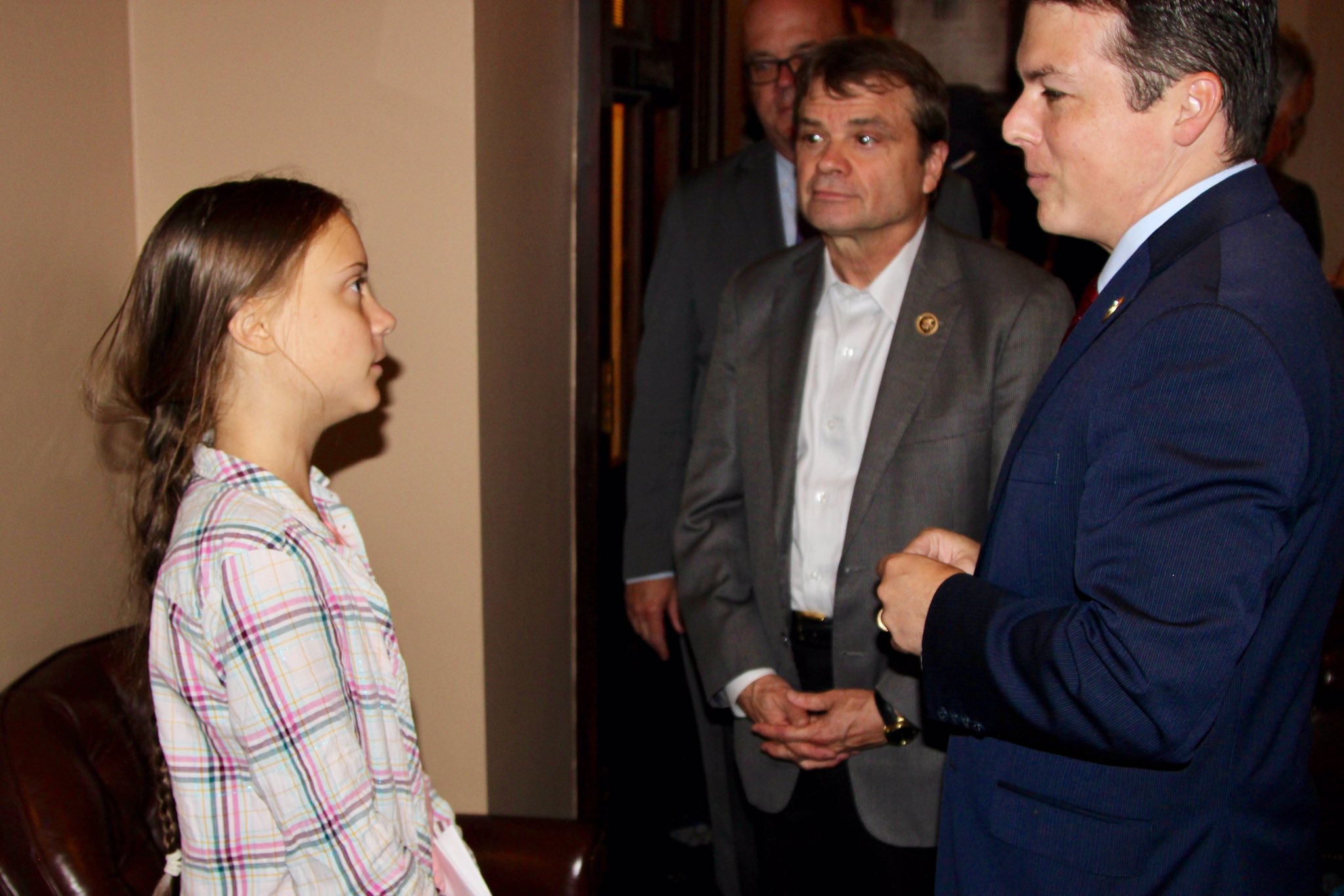
Thunberg im Gespräch mit dem US-amerikanischen Abgeordneten Brendan Boyle, 2019

Greta Thunberg nahm am UN-Klimagipfel im Rahmen der jährlichen Climate Week NYC vom 23. bis zum 29. September 2019 in New York City und an der Generalversammlung der Vereinten Nationen teil. Sie wollte anschließend zur ursprünglich in Santiago de Chile geplanten UN-Klimakonferenz 2019 reisen.
Ende Mai erklärte sie dazu, dass ihre Teilnahme eine zeitaufwändige Anreise erfordere, da sie Flugreisen ablehne. Sie kündigte ein einjähriges Schul-Sabbatical an. Im Juli nahm sie ein Angebot des deutschen Seglers Boris Herrmann an, den Atlantik mit der Segelyacht Malizia II zu überqueren, deren elektrische Systeme mit Strom aus Hydrogeneratoren und einem Photovoltaiksystem betrieben werden. Für alle anfallenden klimaschädlichen Aktivitäten des Teams Malizia erfolgt nach eigenen Angaben seit 2018 eine Klimakompensation. Am 14. August 2019 legte das Boot mit Herrmann, seinem Kollegen Pierre Casiraghi, Thunberg, ihrem Vater sowie dem Dokumentarfilmer Nathan Grossman an Bord in Plymouth für seine etwa zweiwöchige Fahrt ab.
Die Tageszeitung schrieb am 15. August 2019, Thunbergs Atlantiküberquerung per Segelyacht verursache mehr Treibhausgasausstoß, als wenn die Aktivistin und ihr Vater nach New York geflogen wären. Die taz berief sich auf die Angabe von Andreas Kling, Sprecher des Teams Malizia, dass „etwa fünf Mitarbeiter“ die Yacht nach Europa rücküberführen würden, wofür sie in die USA fliegen müssten. Zudem werde Boris Herrmann zurückfliegen. Es fielen also sechs Flüge an statt nur zwei. Am selben Tag sagte Kling laut Nachrichtenagentur dpa, diese Rechnung sei ihm bekannt. Es gehe aber nicht darum, mit der Aktion allein das Klima zu retten, sondern man wolle Aufmerksamkeit erregen. Später erklärte Malizia-Sprecherin Holly Cova, vier Mitarbeiter würden das Boot zurücksegeln, „zwei von ihnen werden bereits in den USA sein.“ Außer Herrmann werde aus Zeitgründen auch sein Co-Skipper Pierre Casiraghi nicht zurücksegeln können.
Am 28. August 2019 traf die Klimaaktivistin in New York ein und wurde von zahlreichen Sympathisanten begrüßt. Dort wurde sie von 17 von der UN ausgesandten Segelbooten empfangen, die jeweils eines der 17 von den Vereinten Nationen anvisierten Ziele für nachhaltige Entwicklung auf den Segeln trugen.
An der Seite von Jamie Margolin und weiteren Aktivisten sagte sie 2019 als Zeugin vor dem US-Kongress aus.

### Rede vor UN-Klimagipfel
Am 23. September 2019 traf sie beim UN-Klimagipfel in New York zunächst Bundeskanzlerin Angela Merkel und hielt anschließend eine Rede. Dort forderte sie emotional aufgewühlt die rund 60 anwesenden Staats- und Regierungschefs zu mehr Einsatz beim Schutz des Klimas auf und warf ihnen vor, ihre Generation im Stich zu lassen. Menschen würden leiden und sterben. Die Welt stehe am Anfang eines Massenaussterbens, und die einzigen Themen, worüber Politiker redeten, seien „Geld und die Märchen von einem für immer anhaltenden wirtschaftlichen Wachstum“. Sie hätten ihr mit „ihren leeren Worten“ ihre „Träume“ und ihre „Kindheit gestohlen“. Sie zeigte sich empört darüber, wie Politiker es wagen könnten, zu behaupten, dass sie genug täten; und sie wolle Politikern einfach nicht glauben, wenn sie sagten, dass sie die Dringlichkeit verstünden. Denn, wenn es Politiker im vollen Bewusstsein um die Situation nicht fertig brächten, zu handeln, dann wären sie „bösartig“. Und das wolle sie einfach nicht glauben. Zugleich fragte sie mit Bitternis: „Wie könnt ihr es wagen zu glauben, dass man das lösen kann, indem man so weitermacht wie vorher – und mit ein paar technischen Lösungsansätzen?“ Wenn die Regierungen sich dazu entschieden, die künftigen Generationen im Stich zu lassen, dann würden diese ihnen niemals verzeihen. Ihr Ausruf „How dare you!“ („Wie könnt ihr es wagen!“) wurde von der Presse weltweit aufgegriffen. Es wurde in verschiedenen Musikstücken und Buchtiteln zitiert.

### Teilnahme an der 25. UN-Klimakonferenz
Greta Thunberg wollte ursprünglich an der 25. UN-Klimakonferenz (COP 25) teilnehmen, die vom 2. bis 13. Dezember 2019 in der chilenischen Hauptstadt Santiago de Chile stattfinden sollte. Sie befand sich bereits auf dem Weg dorthin und war gerade in Los Angeles, als der Präsident von Chile, Sebastián Piñera, am 30. Oktober 2019 die Konferenz absagte. Als Grund nannte er die Proteste gegen die Regierung seines Landes. Zwei Tage später wurde Madrid als neuer Tagungsort festgelegt. Thunberg twitterte, sie sei offenbar in falscher Richtung um die halbe Welt gereist, und bat um Hilfe, um im November den Atlantik überqueren zu können. Teresa Ribera, Spaniens Ministerin für den ökologischen Wandel, sicherte ihr umgehend Unterstützung zu. Letztlich nutzte sie aber ein Angebot der australischen Video-Blogger Elayna Carausu und Riley Whitelum und trat mit ihrem Team am 13. November 2019 auf deren Katamaran La Vagabonde die Rückreise von Hampton (Virginia) an der Ostküste der USA nach Europa an. Mit an Bord war die britische Profiseglerin Nikki Henderson. Am 3. Dezember 2019, also 21 Tage nach dem Start an der US-Ostküste, erreichte La Vagabonde Lissabon. Das Seglerpaar verarbeitete die Überfahrt auch filmisch in seinem Youtube-Channel.

### Nahostkonflikt
Im Mai 2021 teilte Thunberg auf Twitter Nachrichten der Journalistin Naomi Klein, die einen umfassenden Boykott Israels fordert. Nach Kritik erklärte Thunberg, sie sei „nicht gegen Israel oder Palästina“ und es sei unnötig zu betonen, dass sie gegen jede Form von Gewalt und Unterdrückung sei.
Nach dem Terrorangriff der Hamas auf Israel und die daraufhin als Reaktion erfolgten schweren Luftangriffe Israels auf den Gazastreifen im Oktober 2023 veröffentlichte Thunberg ein Foto von sich mit dem Slogan „Stand with Gaza“. Später teilte sie ein Foto mit dem Slogan und weiteren Aktivistinnen und schrieb dazu: „Heute streiken wir in Solidarität mit Palästina und Gaza. Die Welt muss ihre Stimme erheben und einen sofortigen Waffenstillstand, Gerechtigkeit und Freiheit für die Palästinenser und alle betroffenen Zivilisten fordern.“ Sie spricht sich für eine Zwei-Staaten-Lösung aus.

Außerdem teilte sie auf Instagram einen Aufruf der Organisation Palästina Spricht zu einem globalen Streik, um ein Zeichen zu setzen gegen den „Genozid in Gaza und den repressiven Terror vieler westlicher Staaten gegen alle, die sich solidarisch mit Palästina zeigen und danach handeln“. Palästina Spricht hatte zuvor den Überfall der Hamas auf Israel als „Tag, auf den man stolz sein“ müsse, bezeichnet. Thunberg verlinkte neben Palästina Spricht weitere Accounts, die nach Recherchen des Volksverpetzers den Terrorismus durch die Hamas als „Gefängnisausbruch“ oder „Widerstand“ verharmlost hatten oder diesen bejubelten. Nach Kritik an ihrer Solidaritätsbekundung schrieb Thunberg: „Es versteht sich von selbst – so dachte ich zumindest – dass ich gegen die schrecklichen Angriffe der Hamas bin.“

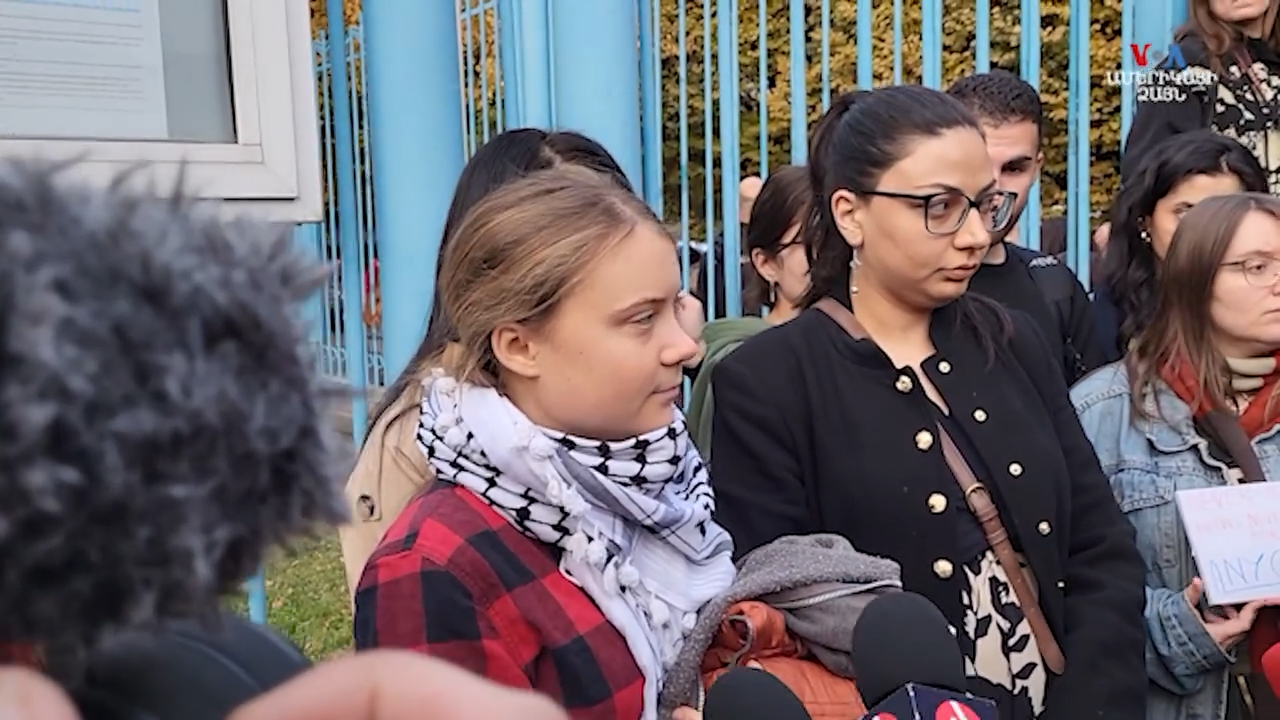
Thunberg mit Kufiya am Hals in Jerewan (2024)

Am 12. November 2023 trat Thunberg bei einer klimapolitischen Veranstaltung in Amsterdam mit einer Kufiya auf, wo sie erneut Partei für die Palästinenser ergriff und forderte, „auf die Stimmen jener zu hören, die unterdrückt sind und die für Frieden und Gerechtigkeit kämpfen“. Nachdem ein Klimaaktivist versucht hatte, Thunberg das Mikrofon zu entziehen, skandierte sie: „No climate justice on occupied land“. („Auf besetztem Land gibt es keine Klimagerechtigkeit“).
Im Dezember 2023 beschuldigten Thunberg und andere Israel in einem Zeitungsartikel des Genozids, wobei präzisiert wurde, dass zwischen dem israelischen Staat, dem jüdischen Volk und den Israelis unterschieden werden müsse und dass antisemitische Vorfälle in Schweden zu verurteilen seien. Den Überfall der Hamas bezeichneten sie in dem Beitrag als „schrecklichen Angriff [auf] israelische Zivilisten“, welcher aber nicht die ihrer Ansicht nach „anhaltenden Kriegsverbrechen Israels“ rechtfertigen.
Ende März 2024 reagierte Thunberg auf Vorwürfe der Einseitigkeit ihrer Kommentare, die unter anderem von der Bundesvorsitzenden von Bündnis 90/Die Grünen, Ricarda Lang, und der Klimaaktivistin Carla Reemtsma erhoben worden waren. Sie fragte: „Wofür steht eine Bewegung für Klimagerechtigkeit, die sich nicht distanzieren kann, wenn ein Völkermord begangen wird und Zehntausende Menschen sterben?“ Israel setze „Hunger als Waffe“ ein, es sei notwendig, für „grundlegende Menschenrechte“ aufzustehen.
Im Mai 2024 nahm sie an einer Demonstration gegen die Teilnahme Israels beim Eurovision Song Contest in Malmö teil. Zum Jahrestag des 7. Oktobers nahm sie 2024 an einer propalästinensischen Demonstration in Berlin teil, die mit dem Slogan „Glory to the resistance“ („Ruhm dem Widerstand“) beworben wurde. Ein Protestcamp in Dortmund wurde mit der Begründung ihrer geplanten Teilnahme von der Polizei aufgelöst.
Am 1. Juni 2025 brach Thunberg mit elf weiteren Aktivisten mit dem Segelboot „Madleen“ von Sizilien auf mit der Absicht, die israelische Seeblockade zu durchbrechen und symbolisch Hilfsgüter in den Gazastreifen zu transportieren. Es gehe ihr darum, gegen „die Besatzung und den Völkermord zu kämpfen“, erklärte Thunberg. Dazu gebe es „keine Alternative“. Am 9. Juni wurde das Boot von israelischen Kräften in israelische Gewässer umgeleitet und die Aktivisten von Bord gebracht. Thunberg wurde aus Israel ausgewiesen und ist am 10. Juni in Paris gelandet, um von dort weiter nach Schweden zu reisen.

### Weitere Aktivitäten

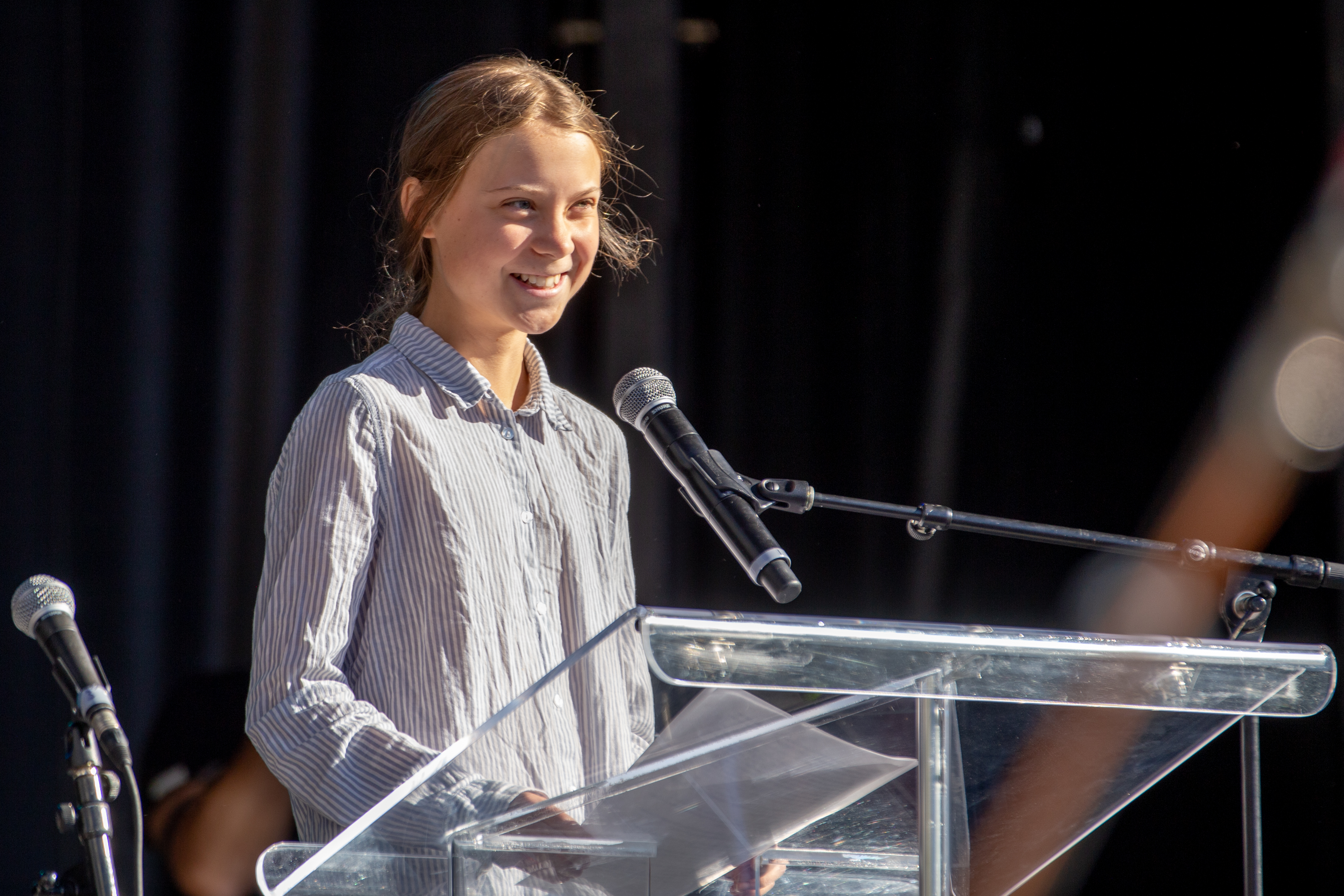
Rede bei der Earth-Strike-Abschlusskundgebung in Montréal am 27. September 2019

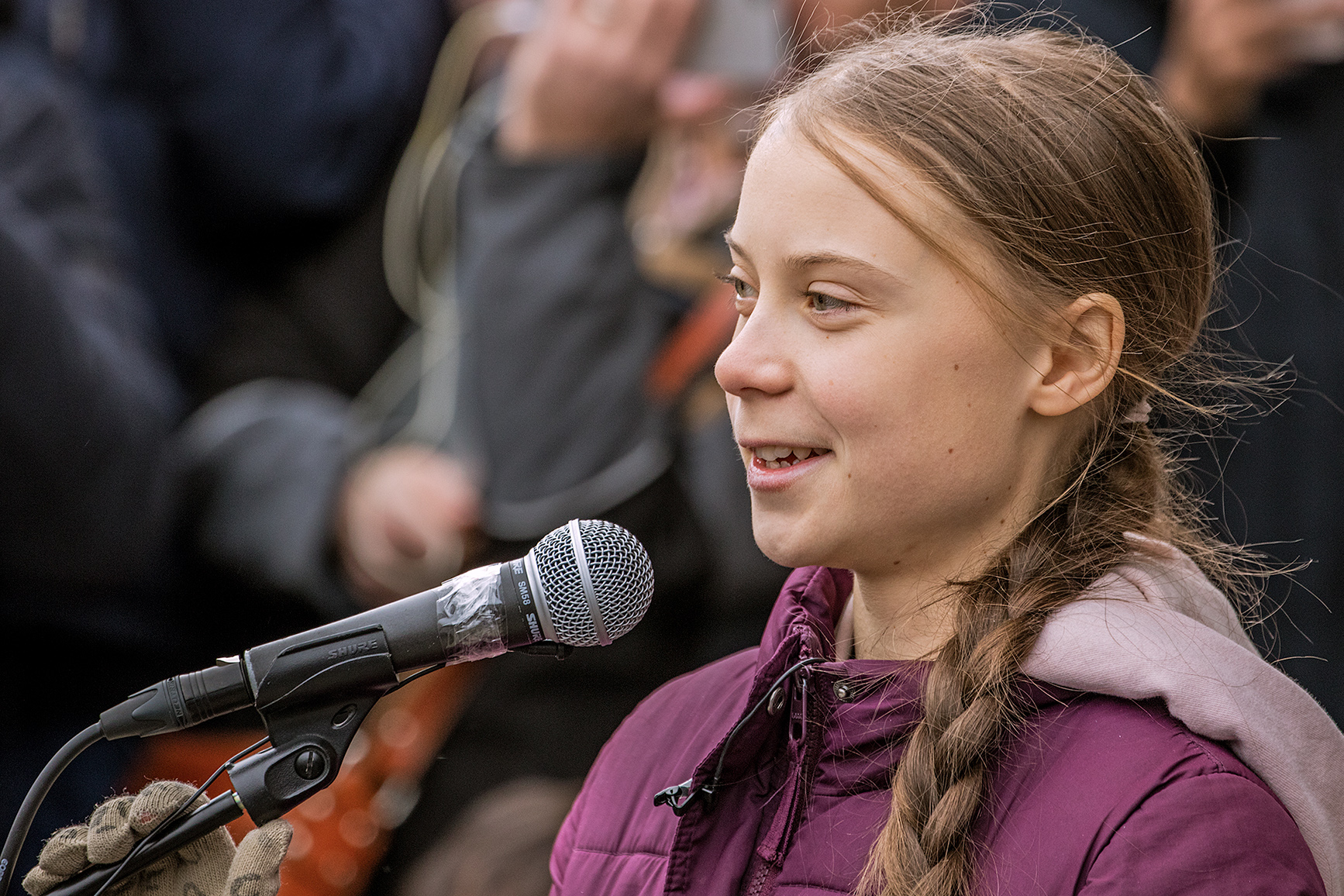
17. Januar 2020 Demonstration/Streik für das Klima in Lausanne, Schweiz, Greta Thunberg vor mehr als 10'000 Demonstranten

- Papstaudienz: Am 17. April 2019 nahm Thunberg an der Generalaudienz von Papst Franziskus in Rom teil, wobei sie ihm ein Plakat mit der Aufschrift „Join the climate strike“ zeigte.[106]
- Rede vor dem britischen Parlament: Am 23. April 2019 sprach sie vor dem Parlament des Vereinigten Königreichs.[107] Darin forderte sie unter anderem, den Kohlendioxid-Ausstoß zum entscheidenden Kriterium für wirtschaftliche Entscheidungen zu machen und auf Wissenschaftler zu hören.[108]
- Bei der Konferenz Brilliant Minds vom 13. bis 15. Juni 2019 in Stockholm hielt Thunberg eine Rede.[109] Hierin stellte sie die Hauptverantwortung der wohlhabenden Menschen für die Klimakrise deutlich heraus. Insbesondere erwähnte sie Politiker, Prominente und Geschäftsleute, die häufig einen Privatjet nutzten.[110]
- Bei der Abschlusskundgebung der Earth-Strike-Aktionswoche am 27. September 2019 in Montréal sprach Thunberg vor knapp einer halben Million Teilnehmern. Sie kündigte dort an: „Wenn die Leute an der Macht ihre Verantwortung nicht übernehmen, werden wir das tun.“[111]
- Teilnahme und Rede auf dem Weltwirtschaftsforum Januar 2020 in Davos.
- Im Februar 2023 protestierte Greta Thunberg zusammen mit Aktivisten aus dem indigenen Volk der Samen gegen das Fortbestehen zweier Teilparks des norwegischen Windparks Fosen Vind, deren Baugenehmigung vom Obersten Gerichtshof von Norwegen für ungültig erklärt worden war, da sie die kulturellen Rechte der Samen beeinträchtigen. Thunberg sagte: „Eine Klimawende, die die Menschenrechte verletzt, ist keine Klimawende, die ihres Namens würdig ist.“[112]
- Am 19. Juni 2023 nahm Thunberg an einer Demonstration teil, die im Hafen von Malmö die Straße für Öllaster blockierte. Sie wurde angeklagt, weil sie trotz der Aufforderung der Polizei den Ort der Blockade nicht verlassen wollte. Sie berief sich vor Gericht auf die Notlage, in der sich die Menschheit befinde, und bekannte sich für nicht schuldig.[113] Am 24. Juli 2023 wurde sie zu einer Geldstrafe von 2500 schwedischen Kronen verurteilt,[114] das entsprach nach dem damaligen Umrechnungskurs rund 215 Euro.
- Ende Juni 2023 nahm Thunberg nach der Zerstörung des Kachowka-Staudamms gemeinsam mit der schwedischen Ex-Vizeregierungschefin Margot Wallström, der irischen Ex-Präsidentin Mary Robinson und der finnischen Vizepräsidentin des EU-Parlaments Heidi Hautala am Besuch einer Umweltarbeitsgruppe in der Ukraine teil und prangerte die durch den russischen Angriffskrieg verursachten Umweltschäden an. „Ökozid“ und „Umweltzerstörung“ seien „eine Form der Kriegsführung“, sagte sie.[115]
- Im März 2024 nahm Thunberg an einer gesetzeswidrigen Blockade des Haupteingangs vor dem Reichstag in Stockholm teil. In einem Interview mit Sveriges Television verteidigte sie militante Aktionsformen als legitim, wenn „die Politik ihre Macht zur Aufrechterhaltung dieses destruktiven Systems“ anwende.[96]

## Rezeption

### Klimaforschung
Der britische Klimatologe Kevin Anderson sagte in einem Interview: „Ich habe in den Gesprächen mit ihr oft den Eindruck, mit einer jüngeren Kollegin unseres Instituts zu diskutieren […] Greta weiß unglaublich viel über den Klimawandel, und sie lernt ständig dazu“, und antwortete auf die Frage, ob sie auf ihn höre: „Nur wenn sie es für richtig hält.“ Er meinte zudem: „Sie ist sehr wohl Expertin – für Kommunikation. Sie schafft es, Unmengen von Informationen zu prägnanten, einfachen, ehrlichen Botschaften zusammenzufassen.“
Der Klimaforscher Stefan Rahmstorf äußerte, Thunberg habe klarer als die meisten erkannt, was die globale Erwärmung für die Zukunft ihrer Generation bedeute. Thunberg kenne die Wissenschaft und er würde sich wünschen, „mehr Politiker wären so gut über die Klimaforschung informiert“ wie Thunberg.
Der Klimaökonom Ottmar Edenhofer äußerte, dass Thunberg wie auch ihre Mitstreiter „die wissenschaftlichen Fakten genau“ kennen würden und es „mit dem Kenntnisstand eines durchschnittlichen Bundestagsabgeordneten locker aufnehmen“ könnten. Er würde es hierbei auf einen vergleichenden Test ankommen lassen.

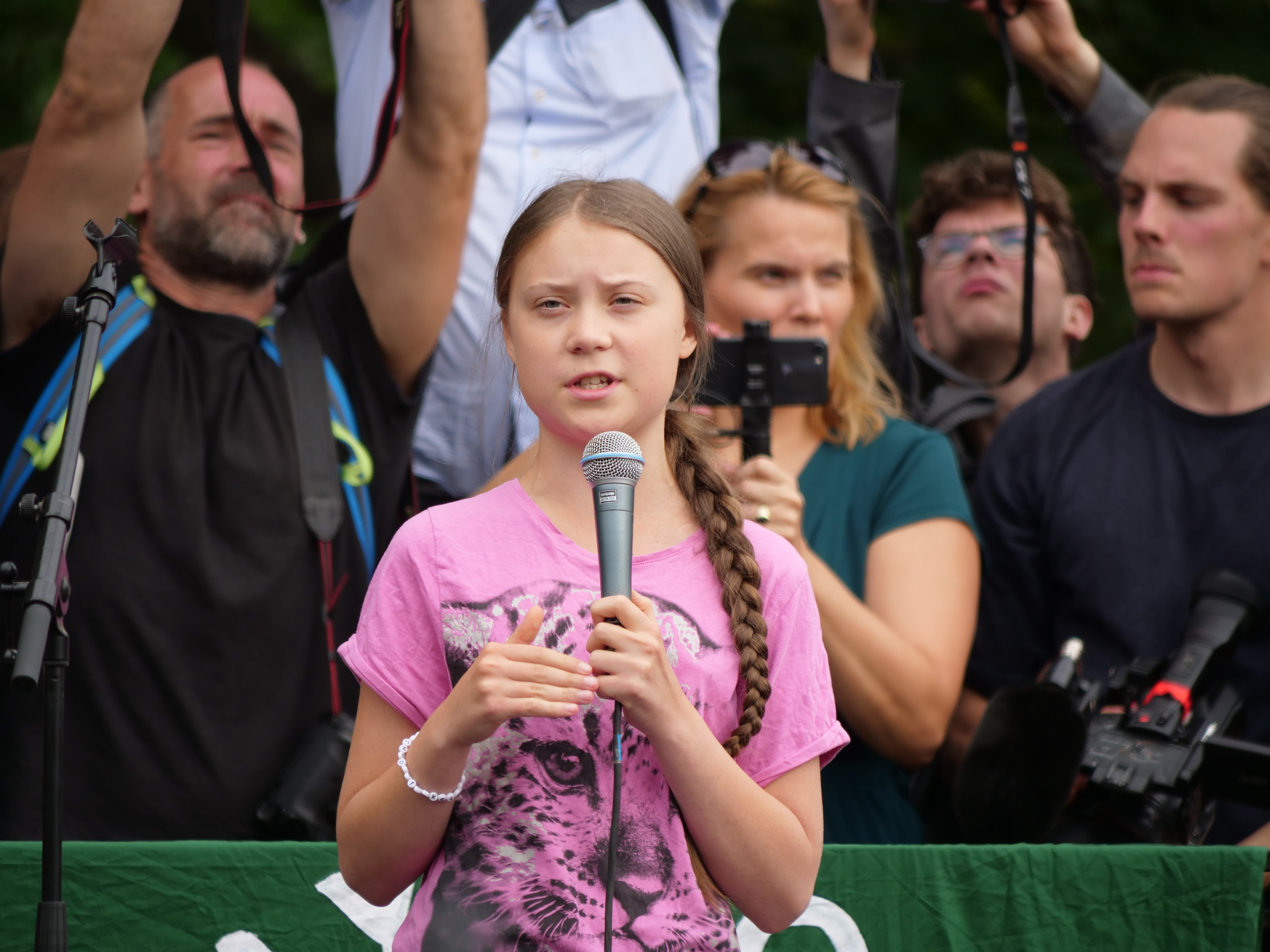
Greta Thunberg in Berlin, 2019

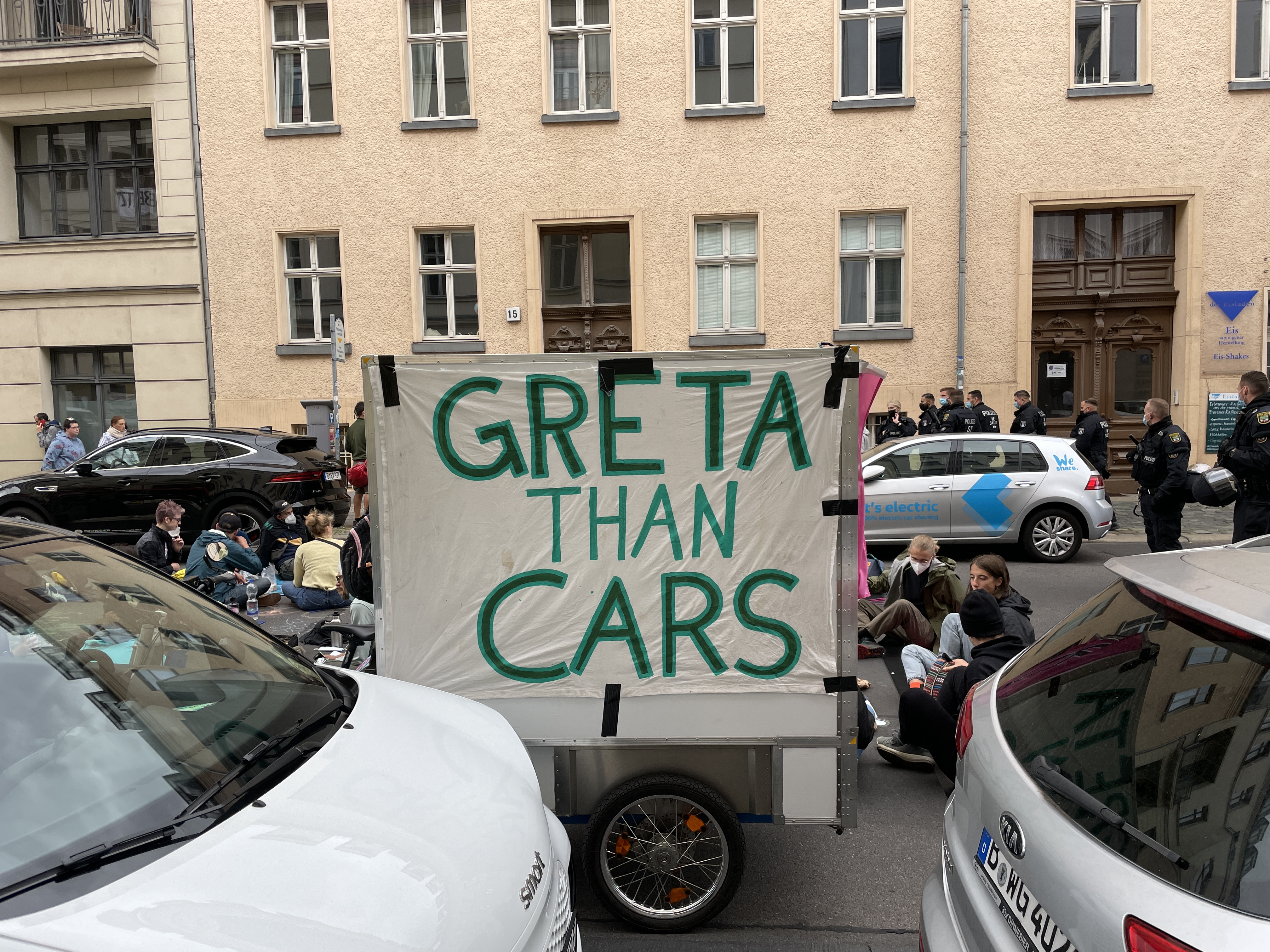
Lastenrad mit Slogan „Greta than cars“ auf Demonstration von Fridays for Future in Berlin 2021

### Presse und Politik
Der Publizist und Politologe Albrecht von Lucke sieht die Stärke der Auftritte Greta Thunbergs vor allem in der „existenziellen Ernsthaftigkeit“ ihrer Sprache. Ihr Ton stimme mit dem Ernst der Lage überein und stehe in Kontrast zur Ironie, mit der eine „pubertäre Spaßgesellschaft“ Zukunftsangst begegne. Thunbergs Forderung, die Situation zu erkennen und danach zu handeln, sei „das einzig Vernünftige“.
Felix Finkbeiner, Gründer von Plant-for-the-Planet, hebt hervor, dass es Greta Thunberg gelungen sei, das Thema Klimakrise in die Mitte des gesellschaftlichen Diskurses zu bringen. „Jetzt sprechen wir zum ersten Mal über Wochen jeden Tag über die Klimakrise. Und das ist ein unglaublicher Verdienst.“
Das Nachrichtenmagazin Der Spiegel analysierte 2019, bei ihrem Kernanliegen habe es Thunberg als junger Mensch erreicht, Ältere zur Verhaltensänderung zu motivieren. Damit werde das traditionelle Subjekt-Objekt-Verhältnis der Pädagogik umgekehrt. Gleiches gelte auch für Felix Finkbeiner, Malala Yousafzai, Genesis Butler und Xiuhtezcatl Martinez.
Die Bundestagsabgeordnete Lisa Badum (Bündnis 90/Die Grünen), drei norwegische Parlamentsabgeordnete der Sosialistisk Venstreparti sowie zwei schwedische Politiker nominierten Thunberg für den Friedensnobelpreis 2019. Ihr Protest sei freundlich, friedlich und authentisch. Die Abgeordneten der linken Sosialistisk Venstreparti argumentierten, der Klimawandel verursache weltweit Krieg und Konflikte. Thunbergs „Fridays for Future“-Bewegung sei ein sehr wichtiger Beitrag zum Frieden.
Die Journalistin Bettina Gaus empfahl in der Tageszeitung, auch im Hinblick auf die Nominierungen zum Nobelpreis, die Sechzehnjährige als solche wahrzunehmen und den „beunruhigenden“ medialen Hype zu hinterfragen, auch wenn Thunberg ihr bitterernstes Anliegen im richtigen Ton, um andere mitzureißen, vertrete. Die ihr entgegengebrachte Verehrung erinnere an religiöse Erweckungserlebnisse, doch liege das Problem nicht bei ihr, „sondern bei vielen Leuten, die auf sie reagieren“.
Hinsichtlich Thunbergs Atlantiküberquerung per Rennjacht warf Bettina Gaus die Frage nach deren Botschaft auf. Angesichts der Zielsetzung der Klimabewegung, die Menschheit zum Umdenken und zu einer Änderung ihrer Lebensgewohnheiten zu veranlassen, wäre es sinnvoller gewesen, wenn Thunberg per Videokonferenz der Klimakonferenz beigewohnt hätte. Dies hätte die konkrete Botschaft vermittelt, dass Fliegen, Reisen für die eigene Zielsetzung nicht immer erforderlich ist. Eine Reise per Rennjacht sei keine Alternative für diejenigen, die z. B. aus beruflichen Gründen häufig reisen müssten. Malte Kreutzfeldt konstatiert, dass die Reise per Rennjacht als Symbol, mit individueller Verhaltensänderung auch die Welt verändern zu können, durch die Gesamt-CO2-Bilanz dieser in Frage gestellt wurde. Vielmehr zeige es sich, dass manche Probleme nicht auf individueller Ebene, sondern kollektiv, durch politische Maßnahmen gelöst werden müssten. In diesem Sinne, als Appell an die Weltgemeinschaft, verstärkt in den Klimaschutz zu investieren, könne ihre Reiseform dennoch ein starkes Symbol für den UN-Klimagipfel sein.
Wolfgang Thierse kritisierte, Thunbergs Aussage, Klima vertrage keine Kompromisse, enthalte einen „antidemokratischen Affekt“, und merkte an, dass Politik „nur Schritt für Schritt, immer auch auf dem Weg von Kompromissen“ funktioniere. Ähnlich wie Thierse äußerte sich zuvor auch der Naturfilmer David Attenborough.
Der Historiker Niall Ferguson sieht generell die politischen Anliegen von Thunberg kritisch und fasst seine Ansichten hierzu folgendermaßen zusammen: „‚Ich will, dass ihr die Angst spürt, die ich jeden Tag spüre.‘ Das ist nicht die Stimme der Wissenschaft. Es ist die Stimme der Anführerin einer Endzeit- und Erlösungsbewegung.“

### Andere Medien
Der schwedische Filmproduzent Fredrik Heinig stellte im März 2019 sein Projekt des Dokumentarfilms Greta Vs Climate vor, viele schwedische Medien griffen das Thema in den Folgemonaten auf.
Die Dokumentation Ich bin Greta (original I Am Greta, Deutschland 2020) hatte am 15. Oktober 2020 seine Österreich-Premiere. Der schwedische Filmemacher Nathan Grossman hatte Greta bereits bei ihren ersten Schulstreiks gefilmt sowie bei folgenden Begegnungen mit Entscheidungsträgern. In Deutschland lief die Dokumentation ab dem 16. Oktober in den Kinos und am 16. November 2020 in der ARD.
Musikkünstler weltweit rezipierten und verarbeiteten Thunbergs Wirken. In Deutschland widmete ihr beispielsweise der Rapper LGoony ein nach ihr benanntes Lied. Juse Ju sampelte ihren bekannten Ausspruch How dare you? im gleichnamigen Lied.

### Kontroversen im Zusammenhang mit dem Nahostkonflikt
Nach Thunbergs Repost im Mai 2021 zum Boykott Israels erklärte der Politikwissenschaftler Wolfgang Merkel, es handele „sich um eines der komplexesten internationalen Probleme […], nämlich das unbestreitbare Existenzrecht Israels und die friedenschaffende Lösung der Palästinenserfrage“. Hier einfach ohne Expertise und Kompetenz eine klare Position einzunehmen, sei „eine Verschleuderung von Vertrauenskapital in der Klimafrage“. Der Journalist Hugo Müller-Vogg warf ihr den Missbrauch ihrer Popularität vor.
Der Antisemitismus-Beauftragte der Bundesregierung, Felix Klein, nannte Thunbergs Äußerungen zum Nahostkonflikt „israelfeindlich und durch die verklausulierte Aberkennung des Existenzrechts Israels auch antisemitisch“. Der Antisemitismus-Beauftragte Baden-Württembergs, Michael Blume, attestierte Thunberg im Oktober 2023 ein dualistisches und antisemitisches Weltbild: „Wer als Erwachsene die Solidarisierung mit einer antisemitischen und massenmörderischen Terrorkampagne nach heftiger Kritik wenig verändert wiederholt, gibt damit ein klares Bekenntnis zum Antisemitismus ab.“ Die Antisemitismusforscherin Juliane Wetzel sagte, Thunberg müsse sich den Vorwurf des Antisemitismus gefallen lassen, nachdem sie Aufrufe von palästinensischen Unterstützergruppen geteilt habe, die Israel das Existenzrecht absprächen. Laut dem Extremismusforscher Armin Pfahl-Traughber werten solche „Statements bekannter öffentlicher Personen […] derartige antisemitische und verschwörungsideologische Zerrbilder auf“. Gerade für bei Fridays for Future (FFF) aktive Schüler könne das eine Gefahr sein. Ein glaubwürdiges Engagement für den Klimaschutz leide „unter Hamas-Apologie“. Ebenso befand der Historiker Sebastian Voigt, FFF und Greta Thunberg „raunt[en] in antisemitischen Verschwörungstopoi“. Thunberg äußerte hingegen, sie und ihre Mitstreiter seien „natürlich gegen jede Art von Diskriminierung und verurteilen Antisemitismus in allen Formen und Ausprägungen“.
Ein kurz nach dem Terrorangriff der Hamas 2023 gepostetes Foto mit einer Plüschkrake wurde als antisemitisches und unter Verschwörungsideologen gebräuchliches Symbol für eine jüdische Elite kritisiert, die angeblich mit ihren Tentakeln die Welt im Griff habe. Nach der Kritik schnitt sie die Krake aus dem Bild und sagte, nichts über eine antisemitische Krakensymbolik gewusst zu haben, sondern sie betrachte das Plüschtier als „ein Hilfsmittel, das häufig von Autisten verwendet wird, um Gefühle auszudrücken“.
Das israelische Bildungsministerium beschloss, Thunberg im Lehrplan nicht mehr als Vorbild für jugendliches Engagement anzuführen. Luisa Neubauer zeigte sich in einem Interview Ende Oktober mit dem Zeit Magazin enttäuscht von Thunberg, weil sie diese in anderen Kontexten als „außerordentlich reflektiert und weitsichtig“ erlebt habe und weil Thunberg bis zum Zeitpunkt des Interviews „nichts Konkretes zu den jüdischen Opfern des Massakers vom 7. Oktober gesagt“ hatte.
Am Rande des Eurovision Song Contest 2024 in Malmö nahm Thunberg an Demonstrationen gegen die Teilnahme Israels am ESC teil. In diesem Zusammenhang konstatierte Felix Klein, dass Thunberg an den „fehlgeleiteten Demonstrationen“ teilgenommen habe, sei „traurig, aber nicht überraschend“. „Sie sollte sich ebenso wie die Protestierer hierzulande klarmachen, dass sie an absolut falscher Stelle angreift.“ Er kritisierte die Demonstration, da es ein „antisemitische[s] Muster“ sei, „Israelis kollektiv in Haftung für Handlungen ihrer Regierung oder ihrer Armee zu nehmen“.
Nachdem Thunberg am Jahrestag des Hamas-Überfalls auf Israel in Berlin an einer Protestdemonstration gegen Israel teilgenommen hatte, forderte der innenpolitische Sprecher der CDU/CSU-Bundestagsfraktion, Alexander Throm, das Bundesinnenministerium auf, gegen sie eine Einreisesperre zu verhängen. Thunberg warf Deutschland auf Instagram vor, dass es Aktivisten bedrohe, wenn sie sich „gegen den Genozid und die Besetzung in Palästina aussprechen“. An der Forderung nach einer Einreisesperre gab es Kritik von verschiedenen Medien als überzogene und undemokratische Maßnahme.
Als Thunberg sich 2025 der Fahrt mit dem Segelboot „Madleen“ anschloss, um symbolisch Hilfsgüter nach Gaza zu bringen, sorgte dies für weitere Kritik, aber auch für Zuspruch. Einige Mitreisende, wie der Brasilianer Thiago Ávila und die Deutsche Yasemin Acar, fielen im Vorfeld durch Aussagen und Handlungen auf, die als Unterstützung für Terrororganisationen wie Hisbollah und Hamas gewertet werden. Gegen Acar ermittelt die Staatsanwaltschaft wegen der Verwendung verbotener Hamas-Parolen. Kritiker warfen Thunberg „mediale Selbstinszenierung “vor, zudem habe sie sich durch ihre Teilnahme an der Aktion bewusst mit Personen solidarisiert, deren Positionen als radikal oder antisemitisch gelten. Die israelischen Behörden sprachen von einer „medialen Provokation“. Einige Stimmen (u. a. Susan Neiman, Elsa Koester) lobten Thunberg dafür, mit der Aktion auf die humanitäre Krise im Gazastreifen und den „genozidalen Krieg“ aufmerksam gemacht zu haben.

## Zurückgewiesene Vereinnahmung durchWe Don’t Have Time
Vom 20. August 2018 an berichtete die von dem PR-Manager und Börsenspezialisten Ingmar Rentzhog 2017 gegründete schwedische Aktiengesellschaft We Don’t Have Time AB über Facebook, Twitter und YouTube über Thunbergs Schulstreiks. In einem Interview mit dem Svenska Dagbladet erklärte Rentzhog: „Ich habe dann guten Kontakt mit Greta und ihrer Familie bekommen. Ich habe Greta dann auch mit einer Menge geholfen und dazu auch mein Kontaktnetzwerk verwendet.“ Laut Prospekt generiert We Don’t Have Time AB virale Umweltinhalte und will damit Geld verdienen. Die Gesellschaft möchte 10 Prozent ihrer Gewinne in einen gemeinnützigen Fonds weiterleiten. Im Oktober 2018 wurde Thunberg ohne ihr Wissen zur Ratgeberin des Stiftungsvorstands der Gesellschaft benannt. Am 27. November 2018 kündigte We Don’t Have Time AB eine Aktienemission an und nutzte den Namen „Greta Thunberg“ elfmal im Werbeprospekt für den Börsengang. Im Dezember wurden bei der Aktienemission zehn Millionen Kronen erzielt. Ende Januar 2019 teilte We Don’t Have Time AB in einer Pressemeldung mit, dass Thunberg ihren Platz als Ratgeberin des Stiftungsvorstands verlassen habe. Ihr Vater kommentierte: „Sie hat keine Verbindung mehr dazu. Sie will nicht mit irgendeiner Organisation in Verbindung gebracht werden. Ob ideell oder nicht. Sie will ganz frei sein.“

## Auszeichnungen und Ehrungen
- Mai 2018: Preisträgerin eines Schreibwettbewerbs zur Umweltpolitik, initiiert vom Svenska Dagbladet[8]
- November 2018: Fryshuset-Stipendium als junges Vorbild des Jahres[167]
- 2018: Aufnahme in die Liste der 25 einflussreichsten Teenager des Jahres des amerikanischen Nachrichtenmagazins Time[168]
- 2019: Bei einer Umfrage des Instituts Inizio im Auftrag der Boulevardzeitung Aftonbladet anlässlich des Internationalen Frauentages wird sie zur wichtigsten Frau des Jahres in Schweden bestimmt.[169]
- März 2019: Schwedische Frau des Jahres, ernannt durch die Organisation SWEA (Swedish Women’s Educational Association)[170]
- März 2019: Rachel-Carson-Preis
- März 2019: Für ihre Bemühungen zum Klimaschutz erhält Thunberg einen neu geschaffenen Sonderpreis der Goldenen Kamera.[171] Diesen widmet sie den Aktivisten im Hambacher Forst und ruft die Prominenten im Saal auf, ihren Einfluss zu nutzen, um sich für Klimaschutz einzusetzen.[172]
- April 2019: Ankündigung der Auszeichnung mit dem mit 500.000 NOK dotierten Fritt Ords Pris gemeinsam mit einer norwegischen Jugendorganisation.[173] Thunberg kündigt an, ihr Preisgeld an die Greenpeace-Aktion Menschen statt Öl weiterzureichen.[174]
- April 2019: Thunberg gehört zu den 100 einflussreichsten Persönlichkeiten des Jahres 2019 der Time.[175]
- April 2019: About You Award in der Kategorie Empowerment[176]
- 12. Juli 2019: Die Royal Scottish Geographical Society würdigte Thunbergs herausragenden Einsatz zur Erhaltung und zum Schutz der natürlichen Umwelt und zur Entwicklung von Nachhaltigkeit mit der Verleihung der Geddes-Umweltmedaille.[177]
- 21. Juli 2019: In der Gegenwart von Weltkriegsveteranen erhält sie in Caen den Prix Liberté, der in Erinnerung an den D-Day im Juni 1944 von der Region Normandie vergeben wird. Thunberg verteilt das Preisgeld von 25.000 Euro an vier Organisationen, die sich für Klimagerechtigkeit einsetzen.[178][179]
- August 2019: Ankündigung der Auszeichnung als Game Changer of the Year des Gentlemen’s Quarterly[180]
- 12. September 2019: Das Time-Magazin führt sie in seiner Liste der „15 Frauen, die den Kampf gegen den Klimawandel anführen“ auf.[181]
- 16. September 2019: Ambassador of Conscience Award („Botschafter des Gewissens“) von Amnesty International zusammen mit Fridays for Future[182][183]
- 10. Oktober 2019: Ehrendoktorwürde der Universität Mons[184]
- 29. Oktober 2019: Natur- und Umweltpreis des Nordischen Rates (Entgegennahme abgelehnt)[185]
- 20. November 2019: Internationaler Kinder-Friedenspreis[186]
- 4. Dezember 2019: Thunberg erhält den Right Livelihood Award („Alternativer Nobelpreis“).[187] Ihr Beispiel zeige, dass jeder die Macht habe, etwas zu verändern, so die Begründung der Jury. Auch habe sie der politischen Forderung nach Klimaschutzmaßnahmen weltweit Gehör verschafft und Menschen unterschiedlicher Lebensbereiche dazu ermuntert, politische Maßnahmen zum Klimaschutz einzufordern.[188]
- 7. Dezember 2019: „Mensch des Jahres“ der österreichischen Zeitschrift Profil[189]
- 11. Dezember 2019: „Person of the Year“ der Time[190]
- 2019: Platz 100 auf der Liste der 100 mächtigsten Frauen der Welt[191]
- 20. Juli 2020: Thunberg erhält den erstmals vergebenen Preis für Menschlichkeit der portugiesischen Stiftung Calouste Gulbenkian. Das Preisgeld in Höhe von einer Million Euro will sie an Umwelt- und Klimaschutzorganisationen spenden.[192][193]
- Januar 2021: Die PostNord Sverige gab eine Briefmarke mit Greta Thunberg heraus[194]
- März 2023: Ehrendoktorwürde der Universität Helsinki[195]

## Dedikationsnamen
- Nach Greta Thunberg wurde 2019 die Käferart Nelloptodes gretae aus der Familie der Zwergkäfer benannt. Namensspender ist Michael Darby, wissenschaftlicher Mitarbeiter am Natural History Museum, London.[196][197] Nelloptodes gretae ist weniger als 1 mm lang und besitzt keine Flügel oder Augen. Allerdings hat der Käfer zwei lange, zopfartige Antennen. Michael Darby gab an, er habe den Namen gewählt, weil er von der Umweltkampagne Gretas sehr beeindruckt sei.[198]
- Anfang 2020 wurde die kleine Schneckenart Craspedotropis gretathunbergae nach Greta Thunberg benannt. Sie kommt auf Borneo vor und gehört zu einer Landschneckengruppe, die besonders empfindlich auf die infolge des Klimawandels zu erwartenden höheren Temperaturen und Dürren reagieren.[199]
- Fünf Arten der Riesenkrabbenspinnen wurden Mitte 2020 als Gattung Thunberga zusammengefasst und insofern nach Greta Thunberg benannt. Darunter befindet sich eine neu beschriebene Art aus Madagaskar namens Thunberga greta. Damit möchte der Spinnenforscher Peter Jäger von der Senckenberg Gesellschaft für Naturforschung in Frankfurt am Main an ihr Engagement gegen den Klimawandel erinnern.[200][201]
- Im Juli 2020 benannte der Spinnenforscher Jochen Martens aus Mainz eine neue Gattung und Art der Weberknechte als Thunbergia gretae.[202]
- Im Januar 2022 benannten Schweizer und panamaische Biologen eine neuentdeckte Froschart (Pristimantis gretathunbergae) aus der Provinz Darién nach der Klimaaktivistin Greta Thunberg.[203]

## Veröffentlichungen
- Greta Thunberg: Vi vet – och vi kan göra något nu. In: Svenska Dagbladet vom 30. Mai 2018.
- Greta Thunberg: Ich will, dass ihr in Panik geratet! Meine Reden zum Klimaschutz. Aus dem Englischen übersetzt von Ulrike Bischoff. Fischer, Frankfurt am Main 2019, ISBN 978-3-596-70542-9 u. ISBN 978-3-10-491170-0 (E-Book).
- Greta Thunberg, Svante Thunberg, Malena Ernman, Beata Ernman: Scener ur hjärtat. Bokförlaget Polaris, Stockholm 2018.
  - Deutsche Ausgabe: Szenen aus dem Herzen. Unser Leben für das Klima. Aus dem Schwedischen übersetzt von Ulla Ackermann, Gesa Kunter u. Stefan Pluschkat. S. Fischer, Frankfurt am Main 2019, ISBN 978-3-10-397480-5.
- The 1975, Greta Thunberg: The 1975. 1. Song auf dem im Mai 2020 erschienenen Album Notes on a Conditional Form.[204][205]
- Greta Thunberg: Das Klima-Buch. Aus dem Englischen übersetzt von Ulrike und Michael Bischoff. S. Fischer, Frankfurt am Main 2022, ISBN 978-3-10-397189-7.